# Andropterum
Andropterum es un género de plantas de la familia de las poáceas. Es originario del África tropical. 

## Especies
- Andropterum stolzii (Pilg.) C.E. Hubb.
- Andropterum variegatum Stapf